# Alfonso Rivarola

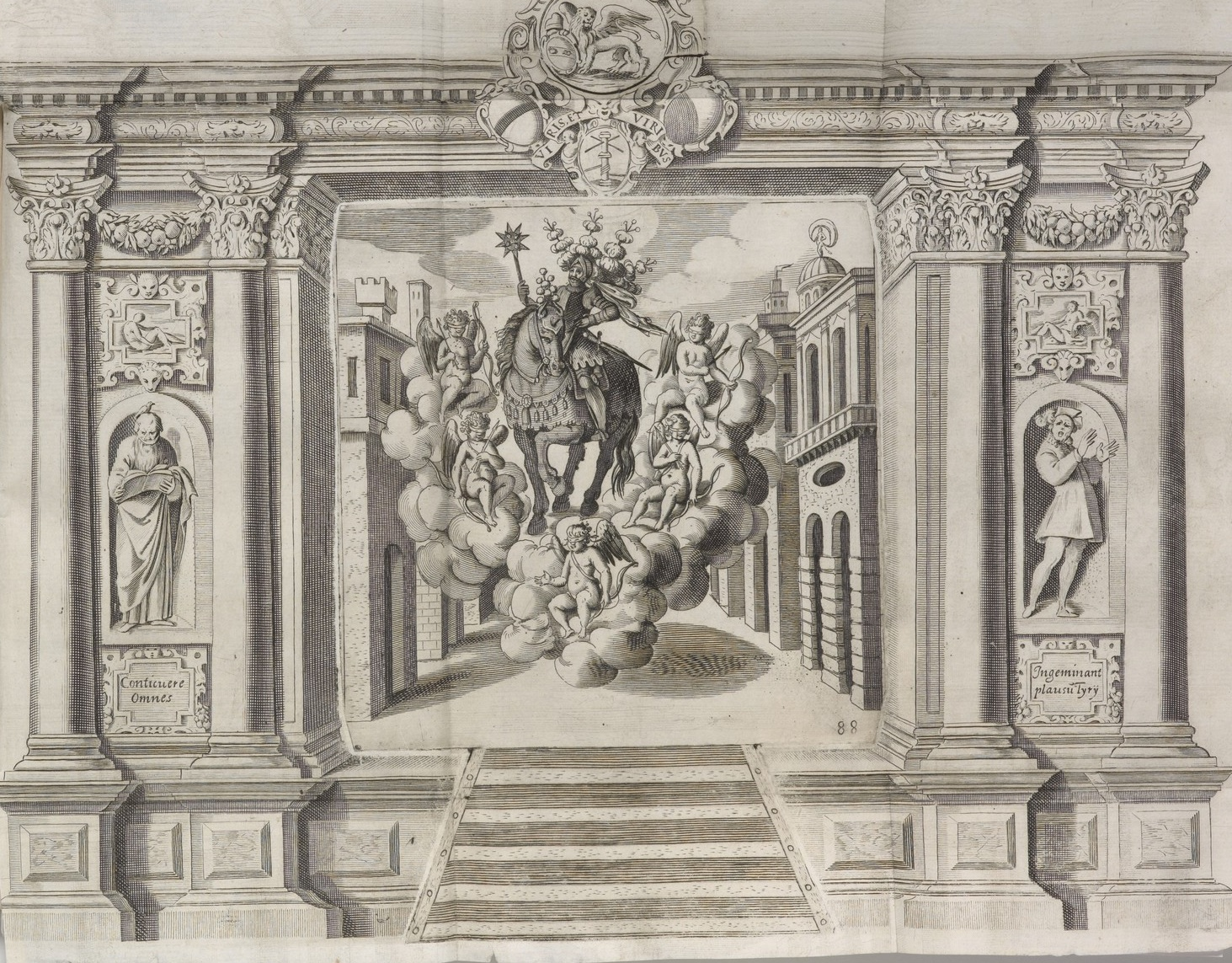
Himeneo. Escena, 5.ª. Ilustración de L'Ermiona del S.r Marchese Pio Enea Obizzi. Per introduzione d'vn torneo à piedi, & à cavallo, Padua, 1638.

Alfonso Rivarola, conocido como Il Chenda (Ferrara, 1607-Ferrara, 1640), escenógrafo y pintor barroco italiano.

## Biografía
Según el diccionario de Michael Bryan (1849), Rivarola habría sido alumno y ayudante predilecto de Carlo Bononi, y el encargado de completar los Desposorios de la Virgen para la iglesia de Santa María in Vado que el maestro había dejado sin concluir a su muerte (1632). Aunque prematuramente muerto, a la edad de 33 años, habría trabajado con asiduidad para las iglesias ferraresas, entre ellas la de San Agustín, para la que pintó un Bautismo de San Agustín, la de los Teatinos, para la que habría pintado la Resurrección de Cristo o la de San Nicolás, donde pintó La serpiente de bronce. Nada de ello se ha conservado y la escasa documentación referida al pintor impide mayores precisiones.
Mejor se conoce –a través de la estampa– su intervención en decoraciones festivas y escenografías, habiendo participado en el proyecto arquitectónico y escénico para la representación del llamado torneo Bonacossi, celebrado en Ferrara en 1631, y en la escenografía de L'Ermiona, torneo y baile a pie y a caballo estrenado en Padua en 1636 con libreto de Pio Enea Obizzi y música de Giovanni Felice Sances, impreso en Padua en 1638 por Paolo Framboto con estampas representativas de las escenografías diseñadas por Rivarola.